# زاخو
زاخو (به کردی: Zaxo/زاخۆ) یکی از شهرهای کردستان عراق است.
زاخو، که به صورت زاخۆ (کردی: زاخۆ‎، ت. «Zaxo یا Zaco»)، سریانی: ܙܵܟ݂ܘܿ‎، ت. «زاخو»، ارمنی: Զախո، ت. «زاخو»، عربی: زاخو‎، و لیشانی نوشان: זאכו‎، ت. «زاخو» نیز نوشته می‌شود، شهری است در اقلیم کردستان که در مرکز بخش زاخو از استان دهوک قرار دارد و چند کیلومتر با گذرگاه مرزی ابراهیم خلیل فاصله دارد. زاخو به‌خاطر برگزاری پرشور جشن‌های نوروز شهرت دارد.
شهر زاخو در نزدیکی مرز کردستان ترکیه قرار گرفته و از قدیم به عنوان ایستگاه بازرسی مرزی عمل می‌کرده‌است. جمعیت آن حدود ۱۰۰٬۰۰۰ نفر است و رودخانه خابور از میان آن می‌گذرد.
جمعیت این شهر از حدود ۳۰٬۰۰۰ نفر در سال ۱۹۵۰ به ۳۵۰٬۰۰۰ نفر در سال ۱۹۹۲ رسید، چرا که کردها از دیگر مناطق کشور به این‌جا پناه آوردند.
یکی از دیدنی‌ترین آثار تاریخی زاخو، پلی سنگی به نام پل دلال است که از تخته‌سنگ‌های بزرگ ساخته شده‌است.
به‌نظر می‌رسد که نخستین سکونتگاه در جزیره‌ای کوچک در رود خابور کوچک قرار داشته، رودی که از میان شهر امروزی زاخو به سوی غرب می‌گذرد و مرز میان عراق و ترکیه را شکل می‌دهد و در ادامه به دجله می‌پیوندد. دیگر رودهای مهم منطقه رودهای زریزا و سیرکوتیک هستند.
امروزه این شهر یکی از بازارگاه‌ها بزرگ اقلیم کردستان است. بسیاری برای کار از نقاط گوناگون عراق و حتی سوریه به زاخو مهاجرت کرده‌اند. بتازگی حکومت منطقه‌ای کردستان آغاز به حفر چاه نفت در ناحیه زاخو کرده‌است.

## ریشه نام
- نام زاخو را برگرفته از زبان کردی و به معنی رود خون دانسته‌اند زیرا زمانی نبردی خونین میان ایران و روم در این جایگاه روی داده است.
- زاخه یا زاخ  نیز دانسته‌اند.
- در آرامی زاخوتا ظفر معنی می‌دهد که باز اشاره‌ای به جنگ ایران و روم دارد.

## مردم‌شناسی
زبان رایج در شهر زاخو، کردی کرمانجی به لهجه‌ای نزدیک به لهجه منطقه جزیره بوتان در کردستان ترکیه و منطقه دهوک است. کردها به این شهر لقب «عروس بادینان» داده‌اند. بادینان یا بهدینان نام ناحیه و گروهی از کردهای کرمانج بویژه از ایزدی‌ها است. شمار زیادی از آسوری‌ها و کلدانی‌های ساکن زاخو امروزه از این شهر مهاجرت کرده‌اند.مردم این شهر از ایل خزل هستند که اصالتا اهل کردستان ترکیه هستند بخشی از ایل کرد خزل نیز در استان‌های ایلام و همدان و کرمانشاه زندگی می‌کنند. ایل زعفرانلو (زاخورانی) اصالتاً اهل این منطقه هستند.

## تاریخ
گرترود بل، باستان‌شناس و خاورشناس بریتانیایی که در واپسین سال‌های قیمومت بریتانیا بر عراق مشاور فرمانداران بریتانیایی در منطقه بود، بر این باور بود که زاخو همان مکان حسانیه است. او همچنین گزارش داد که یکی از نخستین مبلغان مسیحی به این منطقه، یعنی کشیش دومینیکن پولدو سولدینی، در سال ۱۷۷۹ در این‌جا درگذشت و آرامگاهش تا دهه ۱۹۵۰ جایگاه زیارت بود.
در شهر زاخو، قلعه‌ای نیز قرار داشته که امروزه تنها برج آن باقی مانده‌است. همچنین قلعه‌ای به‌نام قلعه قباد پاشا در گورستان زاخو وجود دارد که ساختاری شش‌ضلعی دارد.
بر پایه سنت شفاهی که از سوی یکی از یهودیان اهل زاخو به نام معلم لوی نقل شده‌است، این شهر در سال ۱۵۶۸ میلادی توسط طایفه سلیوانی بنیاد نهاده شد، که قلمروشان در جنوب مکان کنونی شهر گسترده بود. خانوادهٔ شم‌دین آقا از این طایفه برخاستند، در زاخو ساکن شدند و به برجسته‌ترین خانوادهٔ منطقه تبدیل شدند. از اواخر قرن نوزدهم، این خانواده فرمانروایی بر «همهٔ مسلمانان، یهودیان و مسیحیان زاخو و اطراف آن» را در دست داشتند. زاخو در دوران یونانیان باستان نیز شناخته‌شده بود. در سال ۱۸۴۴، جهانگرد ویلیام فرانسیس اینسورث نوشت: «چهرهٔ امروزی زاخو با توصیفی که گزنفون از آن کرده، به‌شکلی شگفت‌انگیز هم‌خوانی دارد.»
زاخو بازاری مهم است که کالاهایش منطقهٔ تحت کنترل کردها و بیشتر بخش‌های شمال و مرکز عراق را تغذیه می‌کند. کمپانیله در سال ۱۸۱۸ میلادی شهر را مرکز بازرگانی مهمی توصیف کرد که به‌خاطر مازو و نیز برنج، روغن، کنجد، موم، عدس و انواع میوه‌ها شهرت داشت.

### تاریخ معاصر

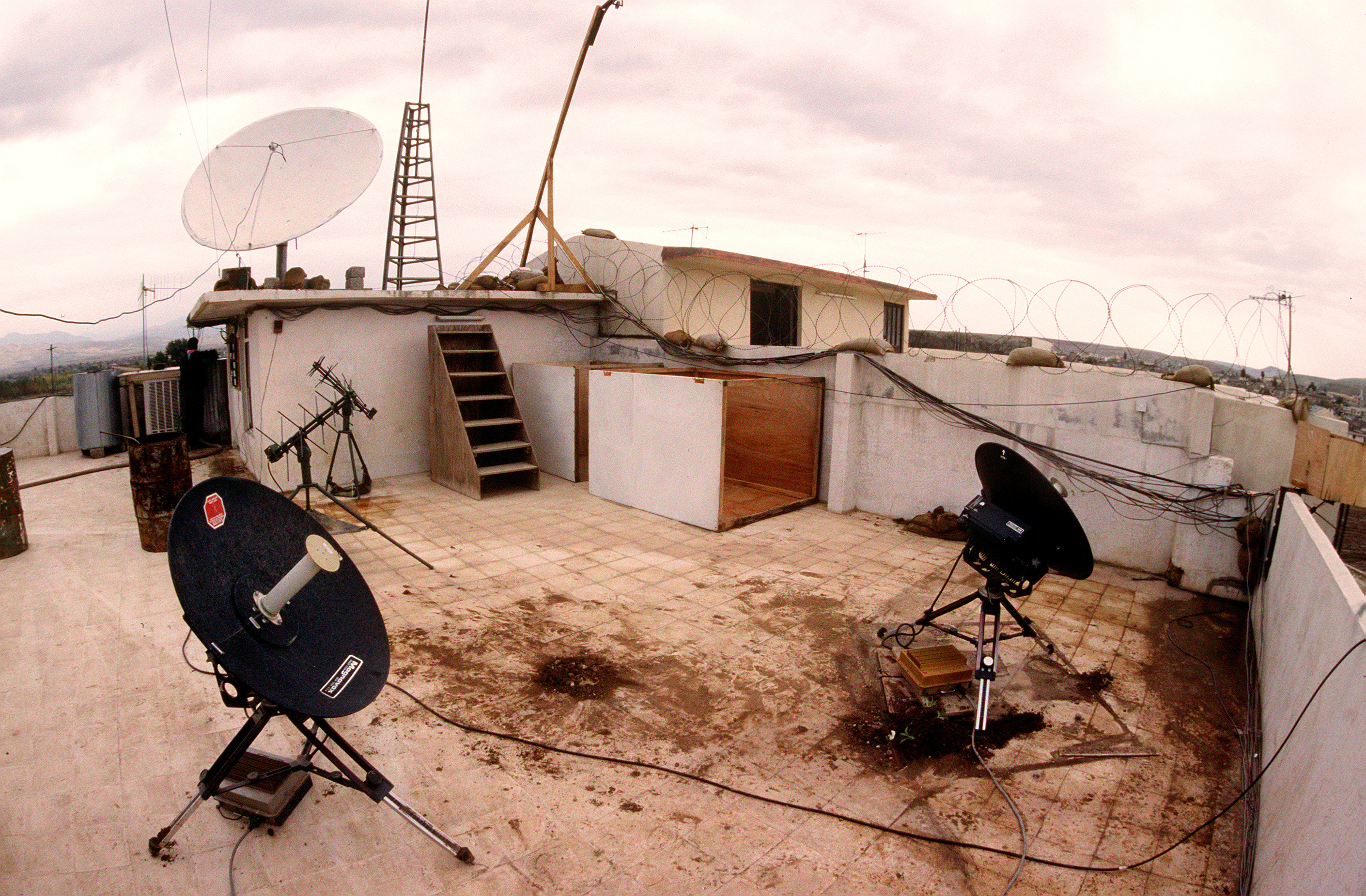
مرکز فرماندهی نیروهای مشترک در زاخو، ۱۹۹۳

به‌دلیل موقعیت راهبردی و فرصت‌های شغلی فراوان، زاخو کارگران و جویندگان کار بسیاری را از نقاط مختلف عراق و حتی از سوریه و ترکیه به خود جذب کرده‌است. تجارت با ترکیه اکنون عنصر اصلی اقتصاد زاخو به‌شمار می‌رود. عملیات حفاری نفت از سال ۲۰۰۵ آغاز شد.

#### تاریخ اسلامی
در تاریخ اسلام، زاخو به‌ویژه به‌عنوان محل نبرد زاب میان امویان و عباسیان شناخته می‌شود.
رود زاب حدودی از مرز سیاسی کنونی حکومت اقلیم کردستان عراق را تشکیل می‌دهد. شاخهٔ کوچکتر آن، یعنی زاب کوچک، از شمال‌غرب استان کردستان در ایران و شمال پیرانشهر سرچشمه می‌گیرد و پس از گذر از عراق به دجله می‌ریزد. سد دوکان بر روی این رودخانه، حدود ۱۵۰ مایل بالادست از محل اتصال با دجله قرار دارد. این سد که بین سال‌های ۱۹۵۴ تا ۱۹۵۹ ساخته شد، دارای توان تخلیه‌ای برابر با ۴۳۰۰ مترمکعب در ثانیه است. نیروگاه برق آن که در سال ۱۹۷۹ تکمیل شد، شامل پنج توربین آبی است و ۴۰۰ مگاوات انرژی الکتریکی تولید می‌کند.
در سال ۱۹۹۱، زاخو مرکز منطقه امنی شد که از سوی بریتانیا و ایالات متحده در جریان عملیات تأمین آسایش برای حفاظت از کردهای عراق در برابر سرکوب شدید صدام حسین پس از خیزش کردها ایجاد شد. اکثر ساکنان شهر به کوه‌ها گریخته بودند. نیروهای آمریکایی پس از ورود، شهر را به‌عنوان یک شهر ارواح توصیف کردند. در سال‌های پس از آن، شهر تحت کنترل اقلیم کردستان درآمد و بسیاری از کردهای ساکن آن به خانه‌های خود بازگشتند.
در ۲۷ فوریه سال ۱۹۹۵، بمب‌گذاری بزرگی در زاخو بیش از ۵۰ کشته بر جای گذاشت. پس از آن‌که ارتش ایالات متحده در سال ۱۹۹۶ پایگاه نظامی خود را در زاخو تعطیل کرد، چندین هزار کرد که با این پایگاه ارتباط داشتند و از انتقام‌گیری هراس داشتند، به همراه خانواده‌هایشان تخلیه شدند. بسیاری از آنان در ایالات متحده پناهندگی گرفتند. به‌گفته دیوید مک‌داول، این رویداد باعث فرار مغزها از زاخو شد و بسیاری از تحصیل‌کرده‌ترین شهروندان آن را از دست داد.
در سال ۲۰۰۸ گزارش شد که نیروهای مسلح ترکیه بر پایه توافقی از دهه ۱۹۹۰، چهار پایگاه نظامی در منطقه زاخو دارند.
ناآرامی‌های دهوک ۲۰۱۱ که کسب‌وکارهای متعلق به آشوریان را هدف قرار داد، توسط روحانیون مسلمان کرد در زاخو تحریک شد.

#### مسیحیت

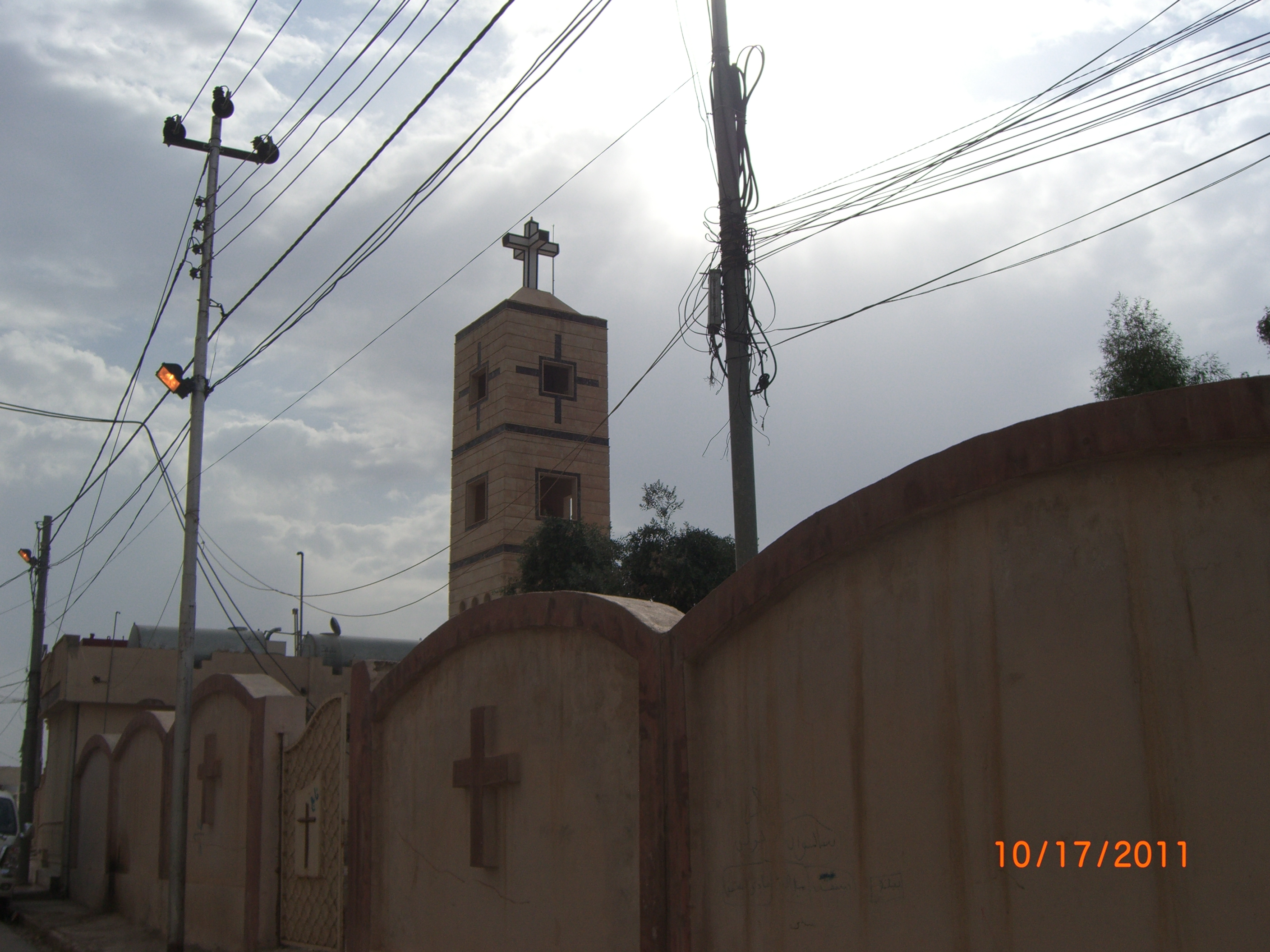
کلیسای جامع سنت جرج متعلق به کلیسای کاتولیک کلدانی در زاخو

تا نیمهٔ قرن نوزدهم، زاخو مرکز یک ابرشیه بزرگ کاتولیک کلدانی بود، اما در آن دوران، این ابرشیه به سه بخش تقسیم شد: آمادیه، زاخو، و عقره-زه‌هبار.
ارمنیان زاخو پس از نسل‌کشی ارمنیان در آن‌جا مستقر شدند و نخستین کلیسای ارمنی در این شهر در سال ۱۹۲۳ بنیاد گذاشته شد.

#### یهودیت
زاخو در گذشته به داشتن کنیسهها و جمعیت بزرگ و کهن یهودی شهرت داشت. در میانهٔ قرن نوزدهم، زاخو به مرکز اصلی معنوی یهودیان کردستان تبدیل شد و در بسیاری از منابع از آن با عنوان «اورشلیم کردستان» (به آرامی: یروشالاییم دِکردستان) یاد شده‌است.
به‌گفته خاخام حبیب علوان، زاخو را «اورشلیم کردستان» می‌نامیدند زیرا یهودیان روستاهای اطراف، که سه یا چهار روز پیاده‌روی با شهر فاصله داشتند، برای انجام وظایف مذهبی و آیین‌هایی مانند خاخام شدن، ذبح شرعی یا ختنه‌گری به این شهر می‌آمدند.

## نگارخانه

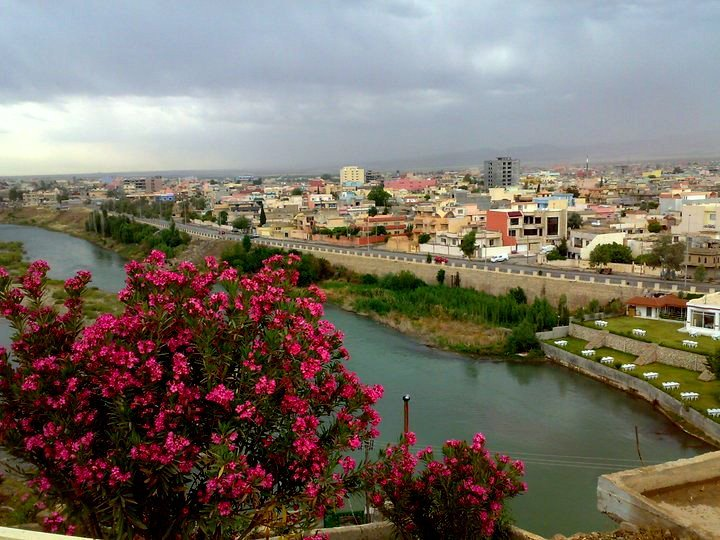
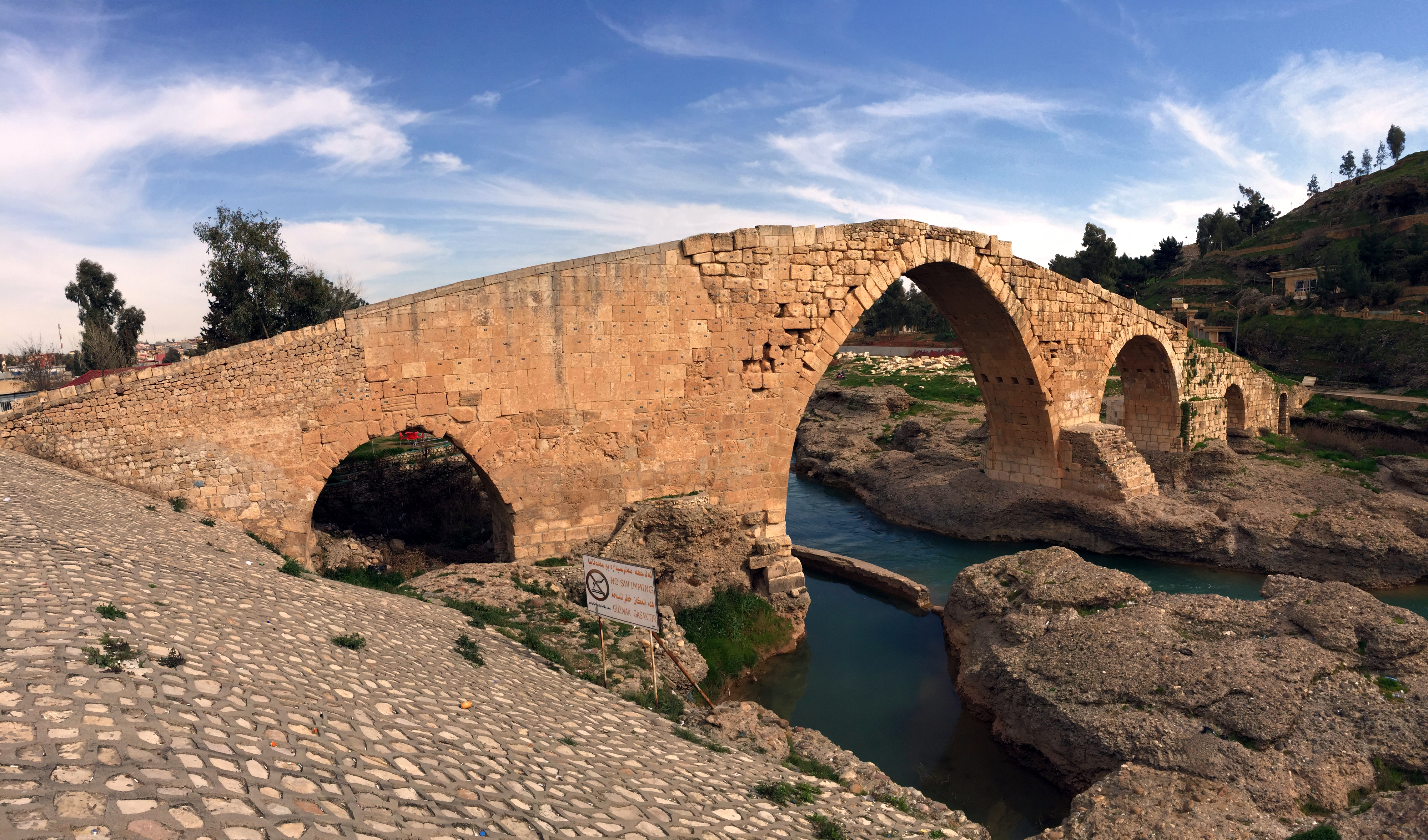
پل دلال